# Trüfte
Die Trüfte, auch Trufte genannt, ist ein 9,6 km (gemessen vom obersten Quellteich ihres mittleren Quellbachs Mittelste) langer, linker bzw. nördlicher Zufluss der Eder im Rothaargebirge, Kreis Siegen-Wittgenstein in Nordrhein-Westfalen.

## Verlauf
Die Quellbäche der im Naturpark Sauerland-Rothaargebirge ausschließlich in der Gemarkung der Stadt Bad Berleburg verlaufenden Trüfte – Österze (Osterzebach; 3,5 km lang), Mittelste (auf der Deutschen Grundkarte Nebenbach der Österze; vom obersten Quellteich bis Österze 3,5 km, in der Stationierung sind nur 2,9 km verzeichnet) und Westerze (Westerzebach; 3,4 km) – entspringen in bewaldetem Gebiet auf der Südostabdachung des Rothaargebirge-Hauptkamms (Kühhuder Rothaar): auf der Südwestflanke des Großen Kopfs (740,8 m ü. NHN) die Westerze, unterhalb seiner Scharte zur 740,0 m hohen Basis der Hohscheid die Mittelste und unterhalb des letztgenannten Gipfels die Österze.
Die drei Trüfte-Quellbäche, die im Rahmen von Mittelste und Österze aus dem 2004 gegründeten und 38,4 km² großen Naturschutzgebiet Rothaarkamm am Grenzweg (NSG-Nr. 329598) kommen, verlassen den Rothaarkamm in südlichen Richtungen. Zunächst fließen Österze und Mittelste zusammen, dann kommt nach etwa 350 m von Nordwesten die Westerze hinzu. Von dort fließt die Trüfte weiterhin durch bewaldetes Gebiet des Naturparks Sauerland-Rothaargebirge südwestwärts.
Danach passiert die Trüfte den Weiler Winterscheid, um etwas weiter südlich davon in Bad Berleburg-Trufte, das sich direkt westlich an Berghausen anschließt, in den dort etwa von Westen kommenden Fulda-Zufluss Eder zu münden.
Das mittlere Sohlgefälle des Bachs beträgt, von der obersten Quelle an gemessen, stolze 3 %; sieht man ihren Ursprung am Beginn der Stationierung, sind es nur 1,9 %.

## Hydrologie
Das Gewässer verfügt über eine recht positive Wasserqualität. Es wird durchgängig der Gewässergüteklasse I-II zugeordnet, was einem geringen biologischen Verschmutzungsgrad entspricht.

## Trufte Talsperre
Am 10. Juni 2022 beschloss der Kreistag in Siegen die Trufte Talsperre zu bauen.  Die Grünen stimmten dagegen, während die anderen Parteien die Wasserversorgung im Kreis Siegen-Wittgenstein für wichtiger ansahen. Neben der Talsperre muss auch noch eine Wasserleitung zu den beiden anderen Talsperren des Kreise gebaut werden. Die ungefähre Lage der geplanten Talsperre ist nördlich von Bad Berleburg, Berghausen (51,06778, 8,36339).